# Дон Кихот (Штраус)
Дон Кихот: Фантастические вариации на тему рыцарского характера (нем. Don Quixote: Phantastische Variationen über ein Thema ritterlichen Charakters), опус 35 ― симфоническая поэма Рихарда Штрауса для виолончели, альта и оркестра. Была написана в Мюнхене в 1897 году. Премьера поэмы состоялась 8 марта 1898 года в Кёльне.
Примерная продолжительность произведения составляет 45 минут. По определению композитора, поэма написана в форме вариаций. Соло виолончели в композиции представляет Дон Кихота, а соло альта вместе со звучанием теноровой тубы и бас-кларнета изображает его оруженосца Санчо Пансу.

## Структура
1. Вступление: Mäßiges Zeitmaß — Don Quichotte verliert über der Lektüre der Ritterromane seinen Verstand und beschließt, selbst fahrender Ritter zu werden
2. Тема: Mäßig — Don Quichotte, der Ritter von der traurigen Gestalt
3. Maggiore — Sancho Pansa
4. Вариация 1: Gemächlich — Abenteuer an den Windmühlen
5. Вариация 2: Kriegerisch — Der siegreiche Kampf gegen das Heer des großen Kaisers Alifanfaron
6. Вариация 3: Mäßiges Zeitmaß — Gespräch zwischen Ritter und Knappen
7. Вариация 4: Etwas breiter — Unglückliches Abenteuer mit einer Prozession von Büßern
8. Вариация 5: Sehr langsam — Die Waffenwache
9. Вариация 6: Schnell — Begegnung mit Dulzinea
10. Вариация 7: Ein wenig ruhiger als vorher — Der Ritt durch die Luft
11. Вариация 8: Gemächlich — Die unglückliche Fahrt auf dem venezianischen Nachen
12. Вариация 9: Schnell und stürmisch — Kampf gegen vermeintliche Zauberer
13. Вариация 10: Viel breiter — Zweikampf mit dem Ritter vom blanken Mond
14. Финал: Sehr ruhig — Wieder zur Besinnung gekommen

## Состав оркестра
- Деревянные духовые: флейта-пикколо, 2 флейты, 2 гобоя, английский рожок, 2 кларнета, бас-кларнет, 3 фагота, контрафагот.
- Медные духовые: 6 валторн, 3 трубы, 3 тромбона, туба, теноровая туба;
- Ударные: литавры, большой барабан, малый барабан, тарелки, треугольник, тамбурин, эолифон;
- Струнные: арфа, скрипки, альты, виолончели, контрабасы.